# تجمع بدو صبوح (الوضيع)

تعديل مصدري - تعديل

تجمع بدو صبوح هو "تجمع بدوي" في عزلة  الوضيع بمديرية الوضيع التابعة لمحافظة أبين، بلغ تعداد سكانها 46 نسمة حسب تعداد اليمن لعام 2004.